# Gara Frumușița
Gara Frumușița este un ansamblu de monumente istorice aflat pe teritoriul satului Frumușița, comuna Frumușița.
Ansamblul este format din un monumente:
- Stație de călători - Gară (cod LMI GL-II-m-B-03081.01)